# Zelleromyces corkii
Zelleromyces corkii är en svampart som beskrevs av Trappe & Claridge 2003. Zelleromyces corkii ingår i släktet Zelleromyces och familjen kremlor och riskor.   Inga underarter finns listade i Catalogue of Life.